# Moto-Rêve

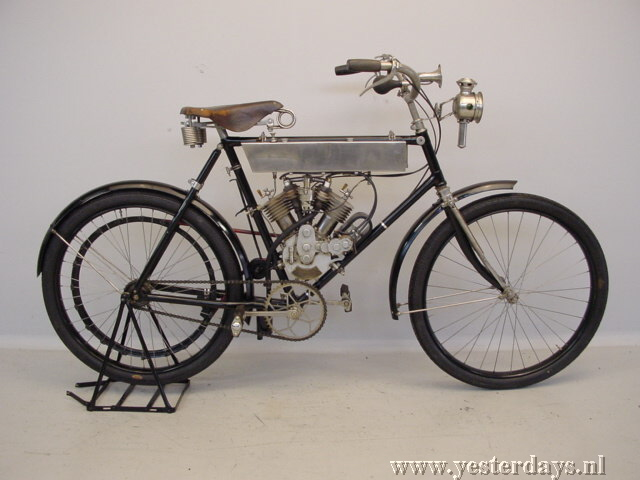
Een vroege Moto-Rêve is deze mooie V-twin uit 1906

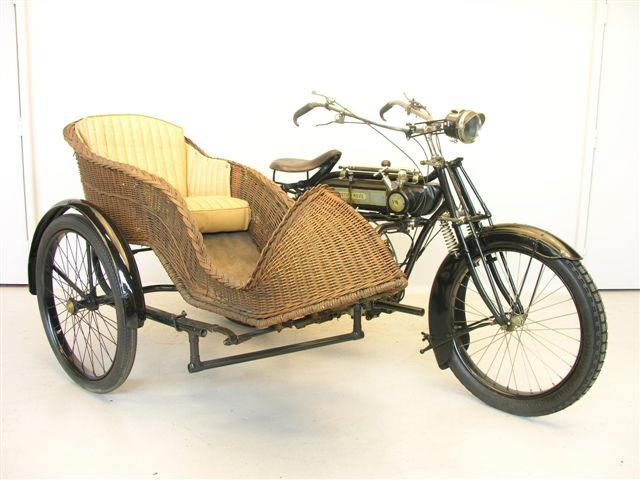
Moto-Rêve 4 pk zijspancombinatie uit 1914

Moto-Rêve is historisch een Zwitsers merk van motorfietsen dat ook vestigingen in het Verenigd Koninkrijk, Australië, Frankrijk en Italië had.
De bedrijfsnaam was S.A. Moto-Rêve, Genève, later ook Moto-Rêve Ltd., Acton Vale, Middlesex en Moto-Rêve Co. Ltd., Alperton, Wembley.
Moto-Rêve ("Droom-motor") behoorde eens tot de meest vooraanstaande motorfabrikanten in Europa. Het eerste model werd gepresenteerd in 1906 en was voorzien van een licht v-twin blokje.
Moto-Rêve opende tussen 1912 en 1917 twee Engelse vestigingen. Voor Moto-Rêve was de productie in het Verenigd Koninkrijk een middel om bowdenkabels toe te passen, nadat men in juridische problemen gekomen was vanwege de toepassing van deze kabels buiten Engeland, en dus ook buiten de patentrechten om. De Engelse Moto-Rêves waren niet identiek aan de Zwitserse, met name de frames waren anders. Daarnaast waren er ook fabrieken in Australië, Frankrijk en Italië. De Engelse machines werden onder de naam "Alp" en "MR" verkocht.
Moto-Rêve was bekend om zijn V-twins van 298- tot 497 cc, maar bouwde ook lichtere eencilinders. Na de Eerste Wereldoorlog ging het slechter met het merk, hoewel in 1925 nog een 346 cc kopklepper werd gepresenteerd. In Engeland werden ook machines onder de naam MR verkocht.

## Norton Energette
In 1907 werd een motorfiets met Moto-Rêve inbouwmotor tijdens de Stanley Show in Londen op de Norton stand voorgesteld onder de naam "Energette". De naam "Energette" was door Norton al sinds 1902 gebruikt voor de eerste gemotoriseerde fietsen van het merk, maar in de eerste jaren waren ze voorzien geweest van Clément eencilinders.